# Estació de Marçà-Falset
Marçà-Falset és una estació de ferrocarril propietat d'adif situada al municipi de Marçà, allunyada dels nuclis urbans de Marçà i Falset, a la comarca catalana del Priorat. L'estació es troba a la línia Reus-Casp i hi tenen parada trens regionals de la línia R15 de Rodalies de Catalunya i la línia Ca6, ambdues operades per Renfe Operadora. L'any 2016 va registrar l'entrada de 15.000 passatgers.

## Història
Aquesta estació, projectada inicialment per la Companyia dels Ferrocarrils Directes, va entrar en servei l'any 1890 quan va entrar en servei el tram construït per la Companyia dels Ferrocarrils de Tarragona a Barcelona i França (TBF) entre Reus i Marçà-Falset. L'agost de 1899 s'hi instal·là una estació meteorològica de la Xarxa Meteorològica de Catalunya i Balears, que coordinava i mantenia la Diputació de Barcelona a través de la Granja Experimental de Barcelona. S'hi feren observacions diàries fins al 1903.
Amb la decadència econòmica del Priorat l'estació perdé importància i amb l'eliminació de la tracció vapor se suprimiren diverses instal·lacions. Els anys setanta fou desviada tota la circulació principal en direcció a Saragossa per la via de Lleida, i tot el tram Reus-Saragossa perdé trànsit.
L'any 2011 hi havia uns 12 trens que feien parada a l'estació, l'edifici de viatgers es troba tancat i no hi ha personal.

## Edificis de l'estació
L'estació disposa d'un conjunt d'edificis format per l'estació de viatgers, serveis, cantina, moll de mercaderies cobert, torre d'aigua, edifici de vies i obres, magatzem, cotxera i dipòsit reserva per a dues locomotores. Actualment l'únic edifici en servei és l'atenció de viatgers i els serveis.
L'estació és una construcció de planta rectangular, amb planta baixa i pis, bastida de maçoneria i maó arrebossats i pintats imitant obra vista i coberta per teulada a quatre vessants. A la façana d'entrada hi ha una porta enquadrada per dues finestres a cada costat i cinc finestres al pis, destinat a habitatge del cap d'estació. A la façana de vies hi ha cinc portes amb els rètols "Equipajes", "Telégrafo", "Jefe de Estación" i "Sala de espera". La façana de vies i les parets laterals disposen de plaques metàl·liques revestides de ceràmica amb la inscripció "MARSÁ - FALSET".
És un bé protegit inclòs en el Pla d'Ordenació Urbanística Municipal del 2005 i en l'Inventari del Patrimoni Arquitectònic de Catalunya.

## Serveis ferroviaris
| Serveis regionals de Rodalies de Catalunya |          |       |                              |                                                          |
| Procedència/Destinació                     | <        | Línia | >                            | Procedència/Destinació                                   |
| Móra la Nova Flix Riba-roja d'Ebre         | Capçanes |       | Pradell                      | Barcelona-Estació de França Barcelona-Sant Andreu Comtal |
| Casp Saragossa-Delicias                    | Capçanes |       | Pradell Les Borges del Camp¹ | Barcelona-Estació de França Barcelona-Sant Andreu Comtal |

1. Alguns regionals de la línia Ca6 no efectuen parada entre Marçà-Falset i Les Borges del Camp, sent la següent o anterior Les Borges del Camp.

## Vegeu també

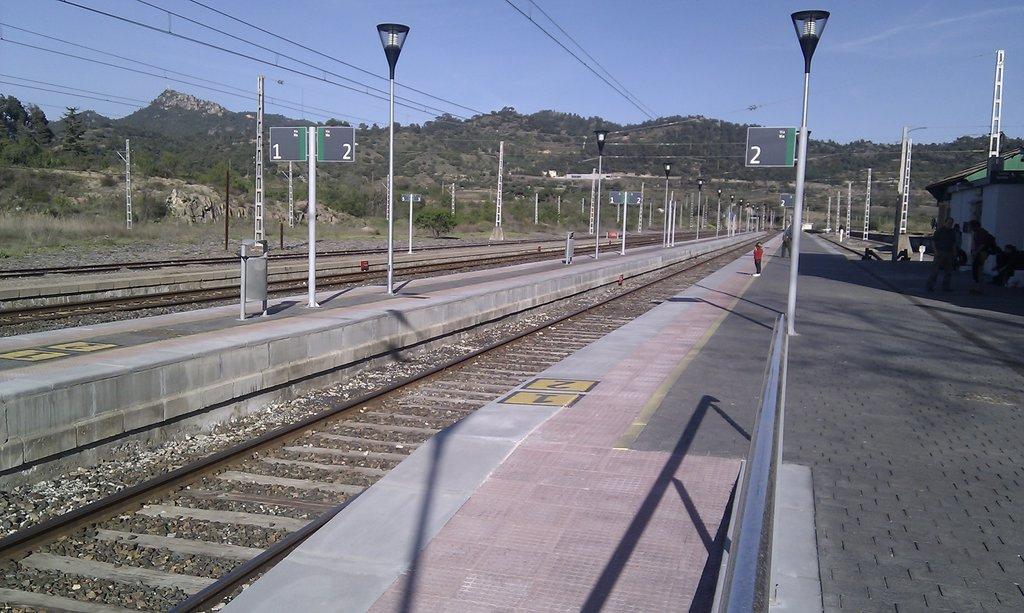
andanes